# Mimusops zeylanica
Mimusops zeylanica là một loài thực vật có hoa trong họ Hồng xiêm. Loài này được Kosterm. mô tả khoa học đầu tiên năm 1977.